# Katīrān-e ‘Olyā
Katīrān-e ‘Olyā (persiska: كتيران عليا, كَتيرانِ بالا) är en ort i Iran.   Den ligger i provinsen Markazi, i den centrala delen av landet, 280 km sydväst om huvudstaden Teheran. Katīrān-e ‘Olyā ligger 2 086 meter över havet och antalet invånare är 247.
Terrängen runt Katīrān-e ‘Olyā är varierad.Runt Katīrān-e ‘Olyā är det ganska tätbefolkat, med 54 invånare per kvadratkilometer. Närmaste större samhälle är Tūreh, 12,5 km norr om Katīrān-e ‘Olyā. Trakten runt Katīrān-e ‘Olyā består i huvudsak av gräsmarker.